# 童忠良
童忠良（1935年9月—2007年7月3日），男，湖北洪湖人，中国音乐理论家。教育家，武汉音乐学院教授，曾任湖北省音乐家协会主席，中国音乐家协会理事。